# جان تنر
جان تنر (به انگلیسی:John Tanner) نام شخصیت اصلی سری بازی‌های درایور می‌باشد. وی در این بازی مأمور ویژه اف‌بی‌آی است. صداپیشه او در آخرین سری بازی دمتری گوریتساس بوده‌است.
تا کنون 'مجموعه بازی درایور در ۵ سری ساخته شده که در همه سری‌ها به جز سری چهارم یعنی درایور:خطوط موازی،جان تنر شخصیت اصلی بازی بوده‌است. همچنین در سری‌هایی که با حضور او در بازی مواجه هستیم، همکار و دستیار او توبیاس جونز که یک سیاه‌پوست دو رگه می‌باشد، در کنار و همراه او در ماموریت‌ها است. جان تنر در همایش پلی استیشن سال ۲۰۱۰ جایزه بهترین شخصیت بازی را دریافت کرد. همچنین در اکثر سایت‌های معتبر رای معقول آورده‌است.

## توسعه دهنده و توزیع کننده
خالق و توسعه دهنده شخصیت استادیو رفلکشنز می‌باشد که در سال ۲۰۰۰ آتاریی آن را خرید و در سال ۲۰۰۶ هم یوبی‌سافت آن را خرید و اسم آن به یوبی‌سافت رفلکشنز تغییر کرد. ناشران آن به شرح زیر است:
- جی‌تی اینتراکتیو ۱۹۹۹–۲۰۰۰
- آتاری ۲۰۰۰–۲۰۰۶
- یوبی‌سافت ۲۰۰۶-اکنون